# ألان فروست
ألان فروست (2 ديسمبر 1942 في أستراليا - ) (بالإنجليزية: Allan Frost)‏ هو لاعب كريكت أسترالي. لعب مع فريق جنوب أستراليا للكريكت ‏.

## وصلات خارجية
- ألان فروست على موقع إي آس بي آن كريك إنفو (الإنجليزية)